# Salomé (princesa)
Salomé (14 - ¿62?) fue una princesa idumea, hija de Herodes Filipo I y Herodías, e hijastra de Herodes Antipas, relacionada con la muerte de Juan el Bautista.

## Fuentes de su vida

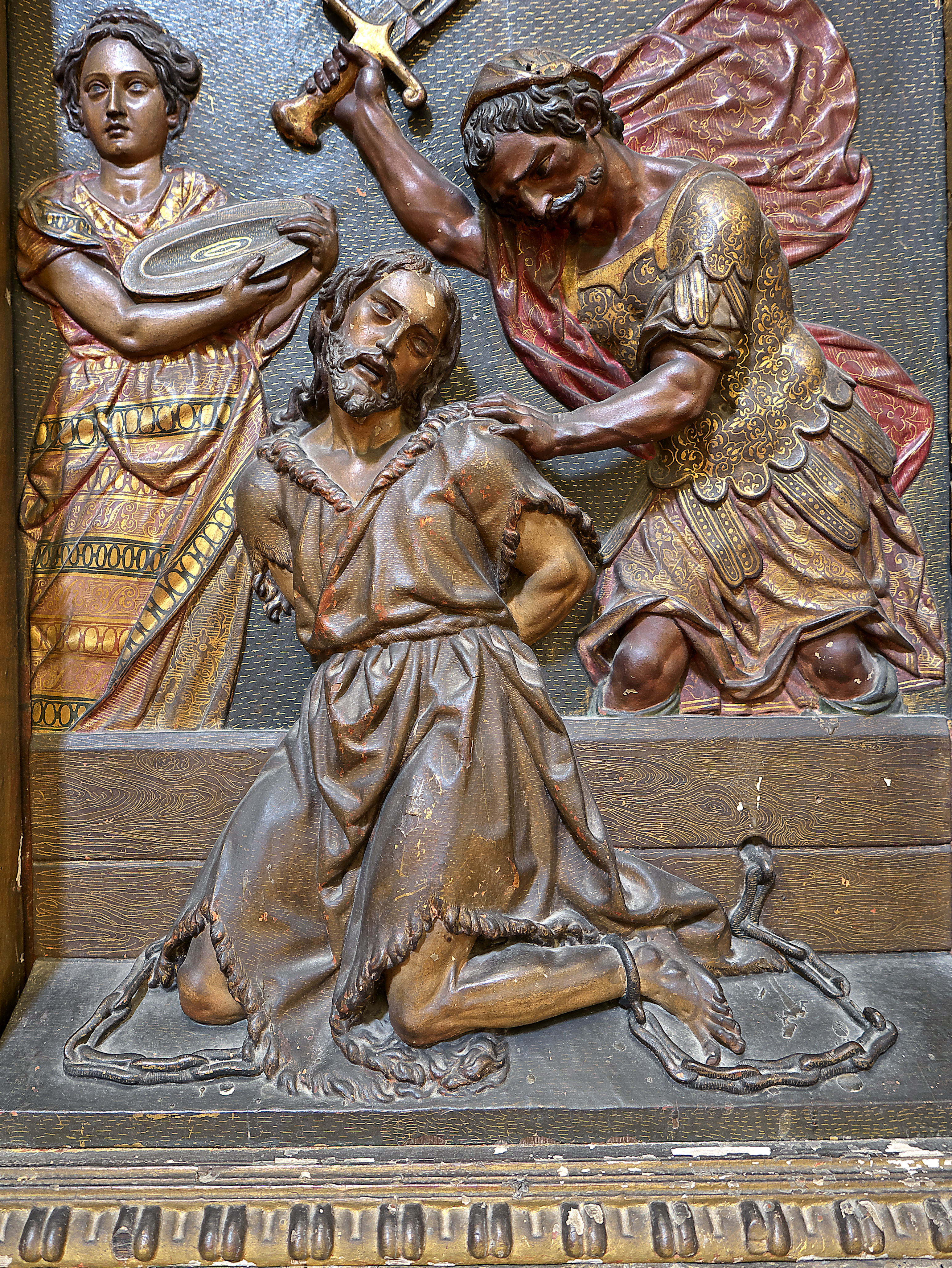
Salomé espera la degollación de Juan el Bautista, Juan Martínez Montañés.

### Pintura

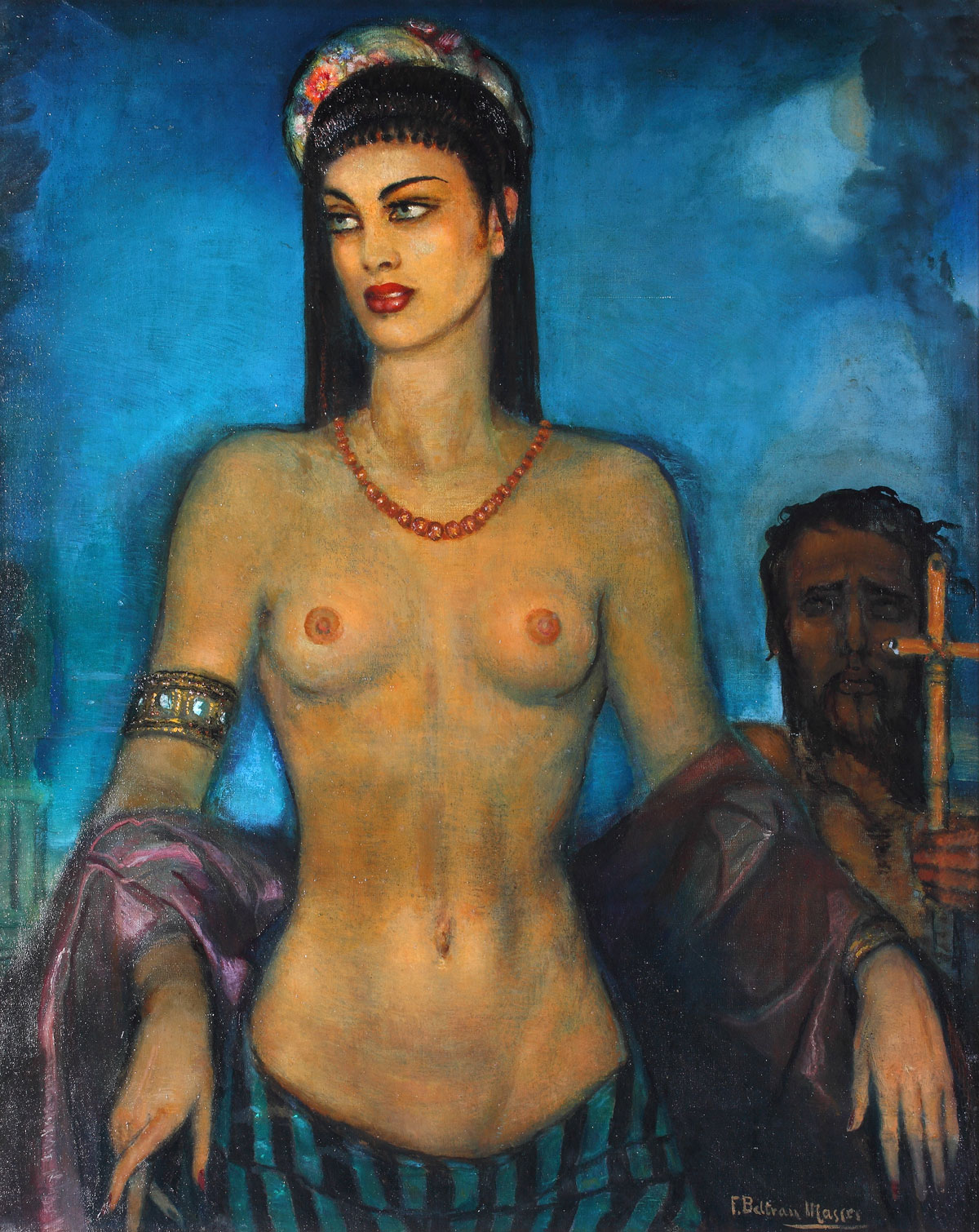
Salomé (1932), por Federico Beltrán Masses. Museo de Art Nouveau y Art Decó (Salamanca, España).